# Minturno
Minturno est une commune italienne d'environ 19 700 habitants (novembre 2017), située dans la province de Latina, dans la région Latium, en Italie centrale.
La ville possède le second plus vieux pont suspendu en fer construit en Europe (achevé en 1832), le Ponte Real Ferdinando (it).

## Toponymie
Minturno vient du latin Minturnae qui a comme toponyme Menathur signifiant « terre du feu », ou au nom du dieu solaire crétois Minothauros.

## Administration
| Période                                  | Période  | Identité          | Étiquette     | Qualité |
| ---------------------------------------- | -------- | ----------------- | ------------- | ------- |
| 5 avril 2005                             | En cours | Giuseppe Sardelli | Centro-Destra |         |
| Les données manquantes sont à compléter. |          |                   |               |         |

### Hameaux
Scauri, Marina di Minturno, Tremensuoli, Tufo, Santa Maria Infante, Pulcherini

### Communes limitrophes
Coreno Ausonio, Formia, Santi Cosma e Damiano, Sessa Aurunca, Spigno Saturnia